# Credit default swap
Een credit default swap of kredietverzuimswap is een overeenkomst tussen twee partijen waarbij het kredietrisico van een derde partij wordt overgedragen.

## Regulier gebruik
Een credit default swap kan worden gebruikt als verzekering van een portefeuille van obligaties. In het geval dat de uitgever van de obligatie het geleende bedrag niet kan terugbetalen (default), zal de credit default swap dit verlies compenseren.
Stel dat een obligatie op een zeker bedrijf A een effectief rendement heeft van 10%. De obligatie is in bezit van B. B wil dit risico afdekken door het aangaan van een credit default swap met een partij C. In deze overeenkomst wordt afgesproken dat B aan C een vast bedrag per jaar betaalt (fixed), bijvoorbeeld 5% van de hoofdsom. In het geval de obligatie default dient C echter aan de B de hoofdsom te vergoeden. B heeft daarmee niet meer het kredietrisico op A, doch raakt daarvoor een deel van zijn rendement kwijt. (B heeft nu echter wel een -voorwaardelijk- kredietrisico op C, namelijk in het geval dat het verzekerd risico zich voordoet, doch C zijn verplichtingen niet kan nakomen.)
Overigens zullen de te betalen premies in de praktijk vaak lager zijn dan de hier genoemde 5%: dit zou het geval zijn bij een debiteur ten aanzien van wie behoorlijke twijfels omtrent zijn kredietwaardigheid bestaan.

## Alternatief gebruik
Credit default swaps kunnen ook worden gebruikt zonder dat men houder is van een obligatie ten laste van een debiteur wiens kredietrisico men wil verzekeren. In feite is er dan sprake van een soort kansspelovereenkomst, waarbij er "gegokt" wordt op het al of niet optreden van betalingsmoeilijkheden bij een bepaalde debiteur. Indien een marktpartij verwacht dat onderneming X in financiële moeilijkheden zal komen, kan hij op basis daarvan een CDS ten laste van die onderneming kopen. Hij betaalt dan een jaarlijkse premie gedurende de looptijd van de CDS, en als die onderneming inderdaad ophoudt te betalen, ontvangt hij de overeengekomen uitkering. Bij een tegenovergestelde visie kan hij het tegenovergestelde doen: indien een marktpartij meent dat het faillissementsrisico van onderneming Y wel erg somber wordt ingeschat (en er voor het verzekeren van dat risico dus naar zijn mening een te hoge "premie" wordt geboden) kan hij de CDS verkopen, de periodieke premie incasseren en behoeft hij alleen tot uitkering over te gaan indien die eventualiteit zich voordoet.

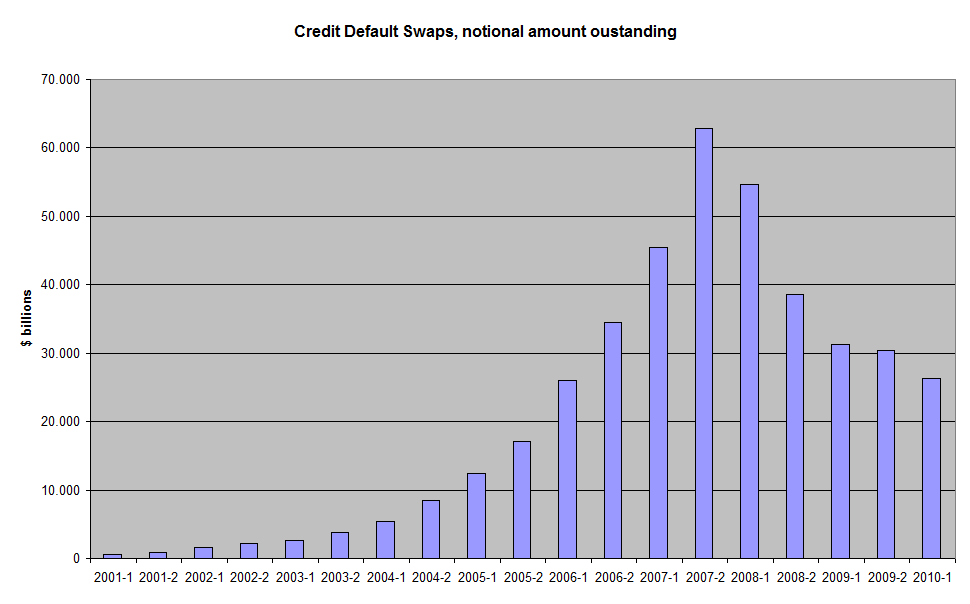
Verloop uitstaand bedrag (notional amount) aan credit default swaps

Het gebruik van credit default swaps is sinds 2001 zeer sterk gegroeid, bereikte in de tweede helft van 2007 een (voorlopig) hoogtepunt met ruim 62.000 miljard dollar aan "notional amount" (in totaal verzekerd nominaal bedrag aan onderliggende leningen), doch daalde daarna duidelijk, zie nevenstaande grafiek.

## Risico's
Indien de betrokken debiteur in betalingsmoeilijkheden komt (op de wijze zoals in de CDS-overeenkomst gedefinieerd) dient de verkoper tot uitkering over te gaan. De daaraan verbonden bedragen kunnen zeer aanzienlijk zijn, doch uiteraard gaat lang niet elke debiteur (gedurende de looptijd van de CDS) failliet. De verkoper van een CDS dient echter rekening te houden met die kans, en dient die kans, in zijn financiële verslaglegging, te verantwoorden. Daarbij wordt gebruikgemaakt van historische gegevens omtrent de kans op betalingsmoeilijkheden: de probability of default. De bepaling van die kans is echter tot op zekere hoogte subjectief, reeds omdat historische gegevens daaromtrent niet noodzakelijkerwijs een goede weergave van de actuele situatie hoeven te zijn. Naarmate de omvang van de verkochte CDS's toeneemt, kunnen verhoudingsgewijs kleine veranderingen in die aannames tot grote gevolgen voor de vermogenspositie van de betrokken verkoper leiden.
Bij een faillissement van een debiteur, wiens schulden door middel van credit default swaps verzekerd zijn, kunnen de verkopers van credit default swaps (uiteraard) tot betaling van grote bedragen gehouden zijn. Als vuistregel kan worden aangenomen dat de betaling ongeveer gelijk zal zijn aan het verschil tussen pari en de koers van obligaties van de failliete debiteur ten tijde van de afrekening van de credit default swap. Bij veilingen van obligaties ten laste van de failliete IJslandse banken Landsbanki, Glitnir en Kaupthing, op 4, 5 en 6 november 2008, bleek dat die obligaties slechts zeer lage koersen hadden: respectievelijk 1,25%, 3% en 5,625%. Voor de verkopers van credit default swaps leidde dit tot betalingsverplichtingen van circa $ 7 miljard. Bij een soortgelijke veiling in april 2009, na het faillissement van papierfabrikant AtibiBowater kwamen koersen tot stand van 3,25%. Bij een veiling van gewone en achtergestelde obligaties Allied Irish Bank in juni 2011 bleken de gewone obligaties gewaardeerd te worden op 71,37% en de achtergestelde obligaties op 12%.

## Voorstellen voor regulering
In januari 2009 werd in de Verenigde Staten wetgeving voorgesteld die de handel in credit default swaps zou verbieden tenzij men de onderliggende stukken bezat. Ook werden in die periode voorstellen gedaan voor het oprichten van een centraal clearinghouse voor de afwikkeling van dergelijke contracten, teneinde in ieder geval inzicht te hebben in de omvang van deze markt. In maart 2010 werd door diverse politici opgeroepen tot het vergaand reguleren, zo niet verbieden, van het gebruik van credit default swaps op overheden, op de grond dat speculaties met behulp van die instrumenten leidden tot grotere rentelasten voor die overheden.

## Onderzoek Europese Commissie
De Europese Commissie kondigde op 29 april 2011 aan een onderzoek in te stellen naar de prijsvorming van CDS'en, met name naar de vraag of 16 investment banks en Markit, de voornaamste leverancier van prijsinformatie van deze financiële producten, de Europese antitrustwetgeving overtreden hadden; Markit ontkende de beschuldigingen.

## Credit default swaps als indicatie van nervositeit
In de praktijk blijkt dat de prijsontwikkeling van CDS'en niet geheel gelijk oploopt met de rendementsontwikkeling van leningen van de betreffende debiteur: CDS'en gedragen zich vaak wat "nerveuzer", met snellere en grotere uitslagen. In het kader van de Europese staatsschuldencrisis bleek dit regelmatig het geval te zijn. Het kwam voorts voor dat de stijgende CDS-prijzen meermalen een "voorbode" waren van een zodanige verslechtering van de financieringsmogelijkheden van het betreffende land dat daarna een beroep op externe steun nodig werd Daar tegenover deden zich ook situaties voor dat de CDS-prijzen op een eurozone-lidstaat stegen terwijl het rendement op diens staatsleningen daalde. Dit was in oktober 2011 bij de AAA-gerate eurozone-landen het geval.

## Problemen rond uitbetaling op CDS-contracten bij Griekse staatsschulden crisis
Bij de crisis rond Griekse staatsschulden in 2011 bleken problemen te rijzen ten aanzien van de vraag of een schuldvermindering waaraan crediteuren vrijwillig meewerkten kon gelden als een gebeurtenis die diende te leiden tot uitbetaling van CDS-contracten. In juli 2011 werd houders van Griekse staatsleningen verzocht akkoord te gaan met een reductie van 21% (die overigens de vorm aannam van een ruil van bestaande leningen in nieuwe leningen, met een lagere contante waarde): het bleek dat de ISDA dit niet als een “credit event” beschouwde, zodat diegenen die CDS-contracten gekocht hadden geen uitbetaling konden afdwingen. Bij de eurotop van 26 oktober 2011 werd dit percentage verhoogd tot 50%: ook hier was de eerste reactie van de toezichthouder International Swaps & Derivatives Association (ISDA) dat dit, nu het formeel op vrijwillige basis plaatsvond, géén credit event was. Ratingbureau Moody’s uitte hierop twijfel aan de effectiviteit van CDS’en als risicoafdekkingsinstrument.
Uiteindelijk werd de (formeel vrijwillige) medewerking van private crediteuren door de ISDA gezien als een "credit event" op grond waarvan de kopers van CDS'en de overeengekomen vergoeding konden opeisen. Op 19 maart 2012 vond een veiling plaats van Griekse staatsleningen: deze bleken een gemiddelde koers van 21,5% te hebben zodat de verkopers van CDS'en aan de kopers een vergoeding van 78,5% van de nominale waarde moesten vergoeden.